# Kociołek z Chiemsee
Kociołek z Chiemsee – wydobyty w roku 2001 z jeziora Chiemsee przez nurka-amatora wykonany z 18-karatowego złota kociołek o średnicy 50 cm i wysokości 30 cm ważący ok. 10,5 kg. Kociołek spoczywał pod wodą w odległości ok. 200 m od brzegu koło miejscowości Arlaching położonej na wschodnim brzegu jeziora.
Kociołek jest zdobiony w stylu zabytków celtyckich sprzed 2000 lat, ale ekspertyzy wykazały, że został wykonany w XX wieku, prawdopodobnie w okresie III Rzeszy. Twórca kociołka wzorował się przypuszczalnie na znalezionym w roku 1891 w Gundestrup w Danii srebrnym kociołku celtyckim. Twórca kociołka i jego pierwszy właściciel pozostawali przez długi czas nieznani. Dopiero emerytowany dyrektor monachijskiej firmy jubilerskiej Theodor Heiden ujawnił, że pracownik firmy Alfred Notz przed śmiercią w latach sześćdziesiątych wyznał, że w latach między 1925 a 1939 w pracowni firmy wykonano taki kociołek.
Zleceniodawcą miał być dostojnik nazistowski, były jubiler Otto Gahr. Potwierdzają to dokumenty z kwietnia 1945 znalezione na strychu w roku 2011. Wykonanie sfinansował Albert Pietzsch, dyrektor Elektrochemische Werke w Monachium, znający Hitlera od roku 1920 i członek partii od roku 1927.
Nie wiadomo, kto i dlaczego zatopił kociołek w wodach jeziora.
Miejsce znalezienia: 47°55′20,70″N 12°29′32,05″E/47,922417 12,492236